# Stefan Skierski
Stefan Kazimierz Skierski (ur. 4 grudnia 1873 w Kielcach, zm. 31 stycznia 1948) – polski duchowny ewangelicko-reformowany, superintendent generalny Kościoła Ewangelicko-Reformowanego w RP w latach 1930–1948.

## Rodzina
Urodził się w starej rodzinie szlacheckiej (h. Puchała) wyznania kalwińskiego (ewangelicko-reformowanego) jako syn Henryka Skierskiego i jego żony Heleny z Hassmanów. Jego starszy brat Leonard Skierski był generałem dywizji, ofiarą zbrodni katyńskiej zamordowaną w 1940 roku w Charkowie. W jego rodzinie było co najmniej 4 pastorów. Ożenił się z córką ks. superintendenta Augusta Diehla, Bronisławą (1876–1961), siostrzenicą jego poprzednika ks. superintendenta Władysława Semadeniego.
Ukończył Męskie Gimnazjum Rządowe w Kielcach i wydział teologiczny Uniwersytetu w Dorpacie.

## Praca duchownego
Początkowo, w latach 1901–1908 był duchownym w parafii w Zelowie, a w latach 1905–1922 administratorem parafii w Łodzi. Od 1910 pracował w parafii w Warszawie, najpierw jako II proboszcz. Po śmierci ks. superintendenta Władysława Semadeniego został wybrany superintendentem (biskupem) Kościoła, którą to funkcję pełnił do swojej śmierci. Był pracownikiem Rady Sekcji Wyznań Religijnych Departamentu Wyznań Religijnych i Oświecenia Publicznego Tymczasowej Rady Stanu. W czasie okupacji, dzięki jego staraniom, kościół, wraz z kilkoma sąsiednimi budynkami należącymi do parafii, znalazł się w tzw. enklawie ewangelickiej wyłączonej z warszawskiego getta. Duchowni nieśli pomoc Żydom z getta (m.in. dostarczając im dokumenty legalizacyjne), co upamiętnia jeden z pomników granic getta znajdujący się za budynkiem parafii.
Był zwolennikiem, podobnie jak jego poprzednik, teologii liberalnej.
W latach 1926–1936 redaktor naczelny pisma „Jednota”. Nauczał religii ewangelickiej w Państwowym Gimnazjum im. Stefana Batorego w Warszawie. 
W 1937 roku, za wybitne zasługi na polu pracy społecznej, został odznaczony Krzyżem Komandorskim z Gwiazdą Orderu Odrodzenia Polski.
Jest pochowany na cmentarzu ewangelicko-reformowanym przy ul. Żytniej w Warszawie (kwatera E-4-7).

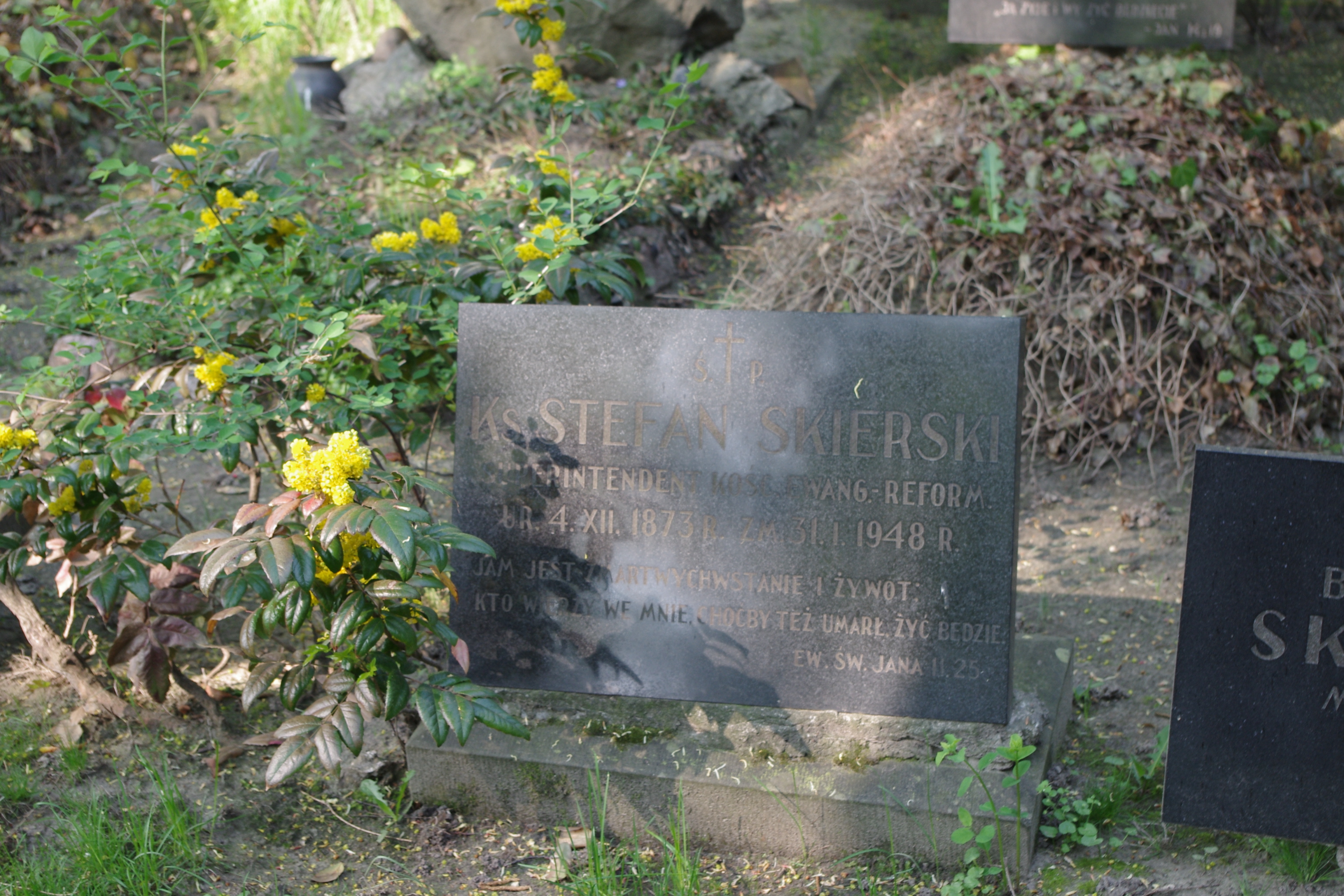
Grób ks. Stefana Skierskiego na Cmentarzu ewangelicko-reformowanym w Warszawie
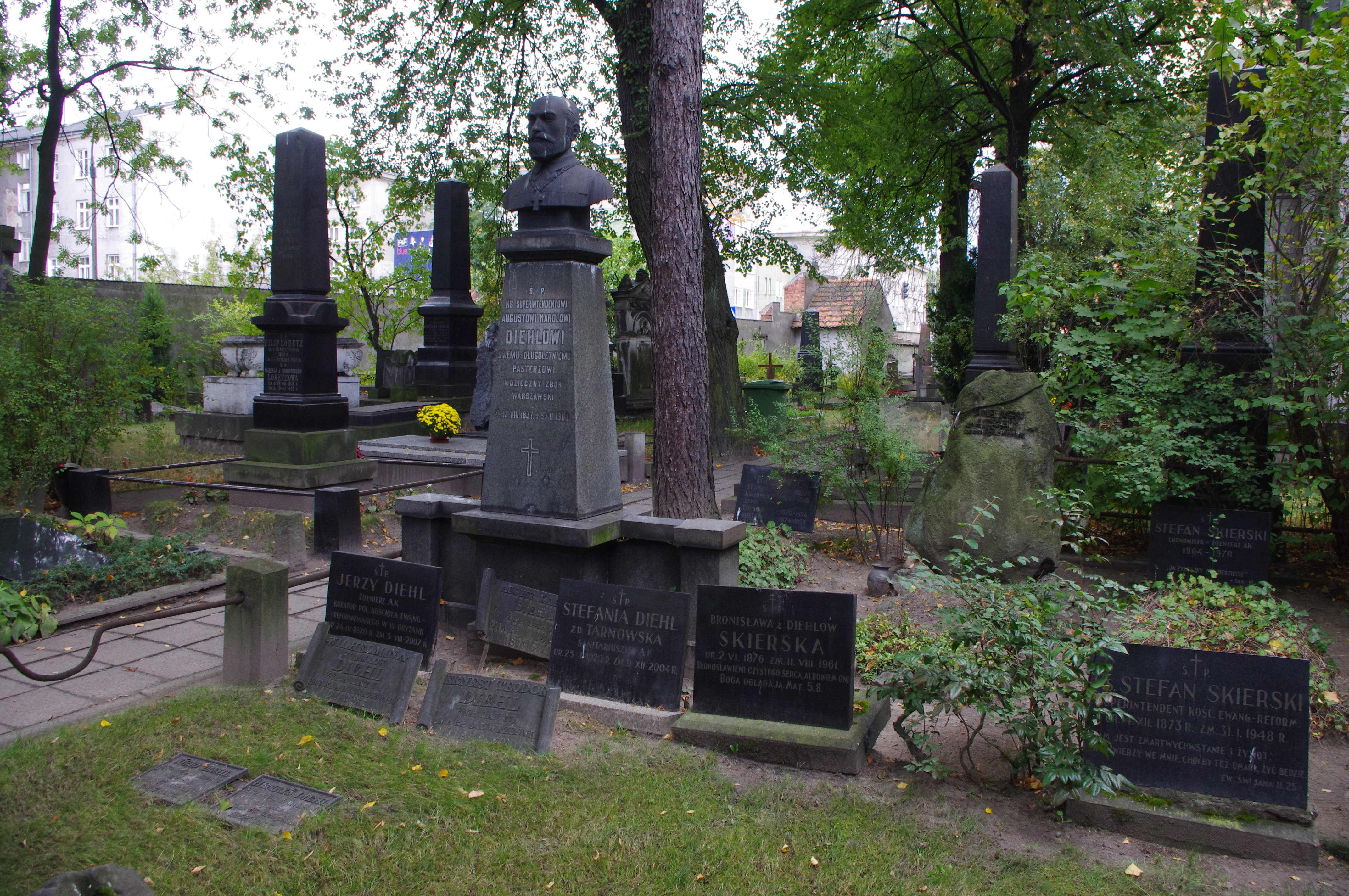
Grób superintendentów generalnych Augusta Karola Diehla i Stefana Skierskiego oraz kuratora kościoła ewangelicko-reformowanego w Wielkiej Brytanii – Jerzego Diehla na Cmentarzu ewangelicko-reformowanym w Warszawie
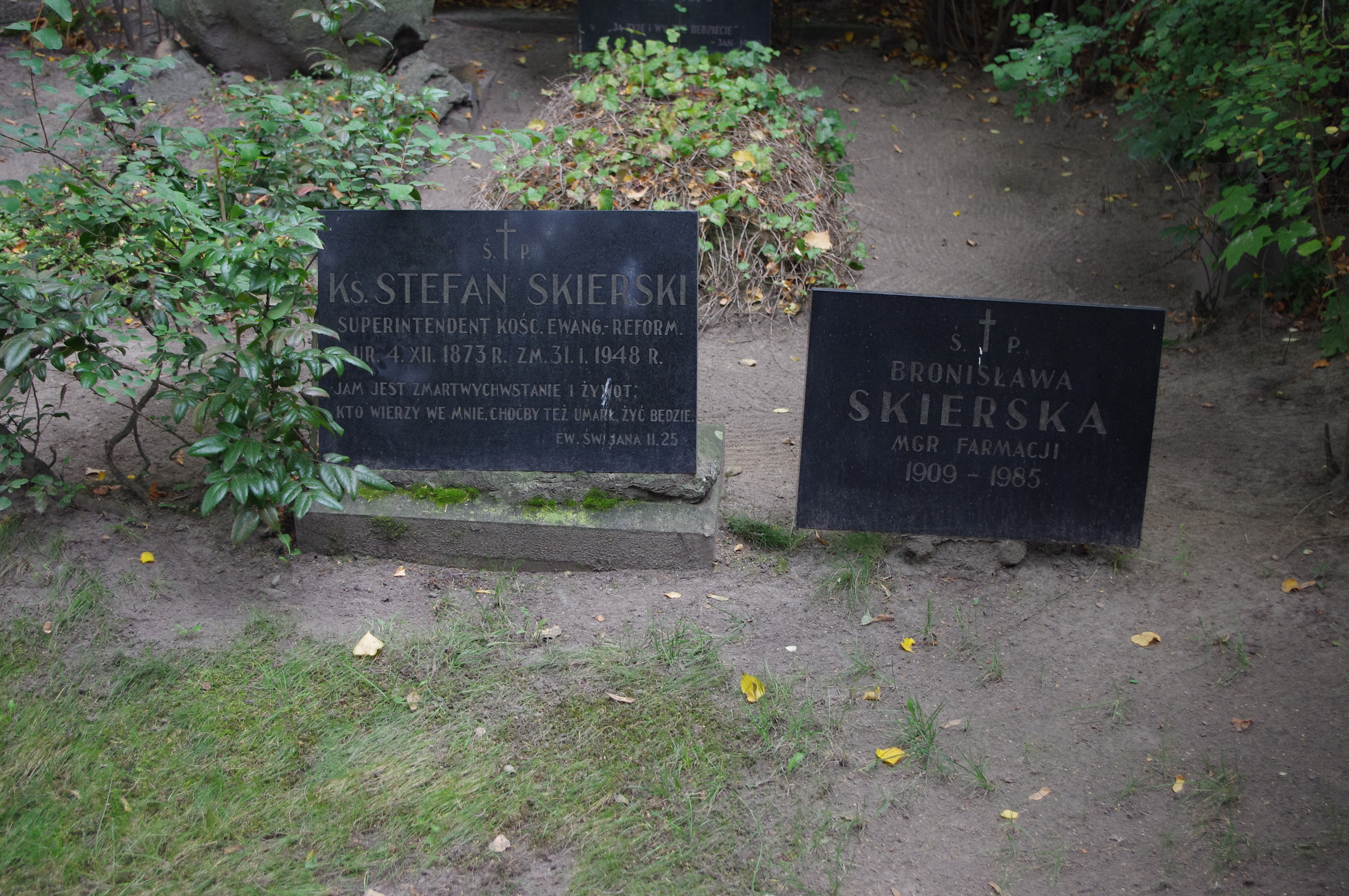
Grób ks. Stefana Skierskiego na Cmentarzu ewangelicko-reformowanym w Warszawie